# Polo Club de Saint-Tropez-Haras de Gassin
Le Polo Club de Saint-Tropez-Haras de Gassin est un complexe lié au monde du polo établi à Gassin dans la presqu’île de Saint-Tropez.

## Historique

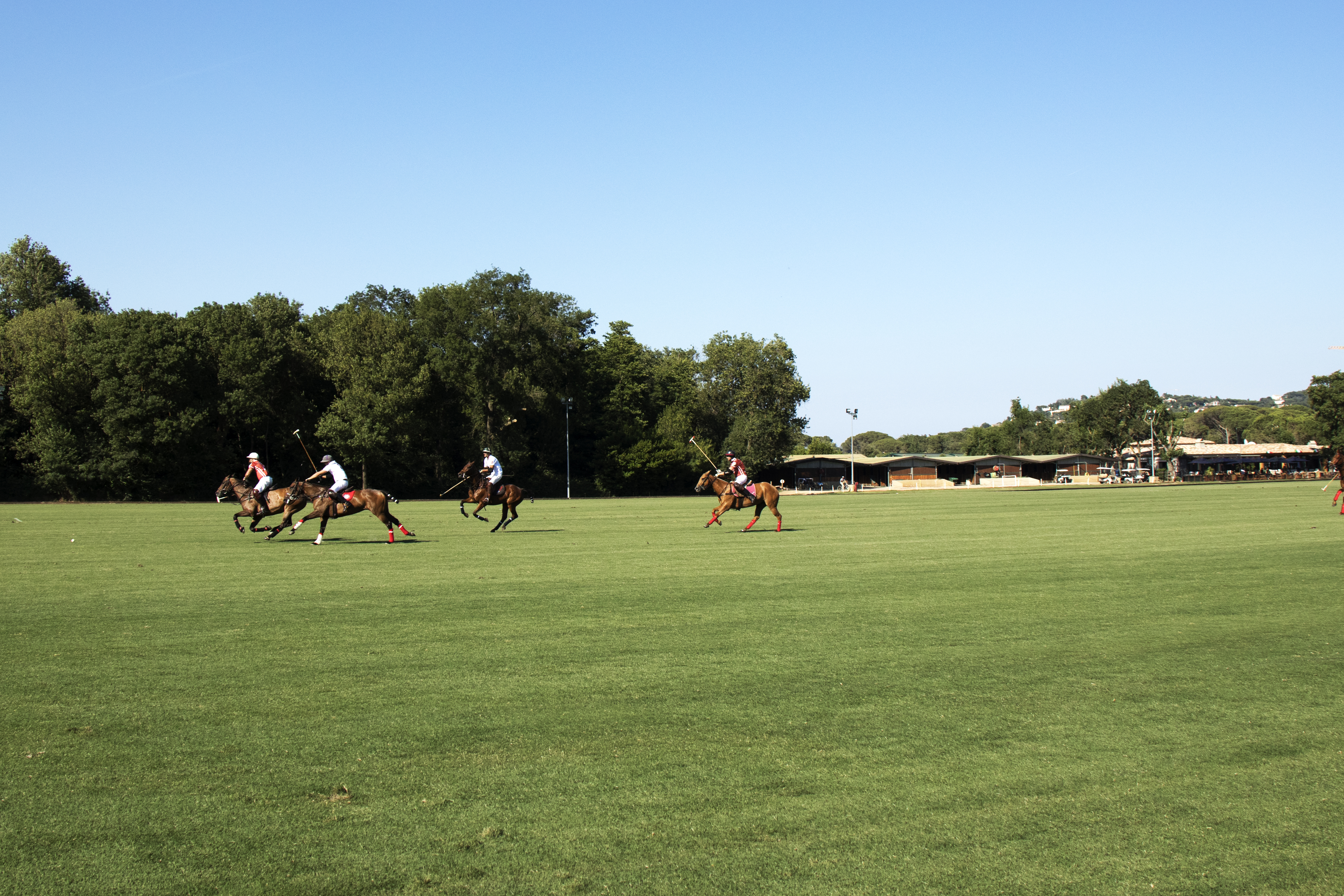
Match de polo à Gassin - vue des écuries et du club house depuis les tribunes

Les deux entités ont été fondées par Corinne Schuler, une riche héritière allemande, elle-même joueuse de polo.
Les Haras de Gassin sont nés en 1980 et le Polo club a été créé en 1998.
L’homme d’affaires pakistanais Alshair Fiyaz, après avoir été associé à Corinne Schuler, est devenu le seul actionnaire des Haras de Gassin et du Polo Club.
En 2010, le site accueillait environ 150 matches dans la saison, avec plus de cinquante équipes venues du monde entier, soit 250 joueurs et 1 500 chevaux.
Le Polo Club-Haras de Gassin est basé dans la plaine du Bourrian, à quelques kilomètres du village et de la mer, sur un emplacement de plus de 100 hectares.

## Un club international
De nombreux investissements sont réalisés depuis la fin des années 2000 par les actionnaires. La volonté d’accueillir des tournois internationaux de haut niveau a conduit à la création d’infrastructures adaptées pour l’accueil des joueurs comme des chevaux, mais également par l’augmentation des surfaces de jeu. Le complexe s’est étendu avec l’achat de 14 hectares pour la création de deux terrains supplémentaires en 2010. À cette époque, la propriétaire souhaite bâtir 4 000 m2 pour 200 boxes pour chevaux et des logements pour les palefreniers et pour les joueurs, pour pallier notamment la problématique du logement dans le Golfe.
En 2017, la direction annonce un plan d’investissements de 20 millions d’euros.
Depuis la fin des années 2000, la direction souhaite faire du Polo Club est lieu plus accessible et accroître sa renommée, en direction de la population locale et des touristes jusqu’au monde du yachting. L’événementiel a été développé avec des soirées à thème autour du restaurant, le 1999, et avec l’accueil d’événements, comme le concours Miss Élégance-Golfe de Saint-Tropez en 2016.
En 2013, le magazine Polo +10 France présentait le Polo Club comme l’un « des plus grands et meilleurs »  de France, « lieu de rencontre de l’élite internationale du polo », « adresse réputée sur le plan international ». En 2017, le magazine L’Éperon juge qu’il s’agit du site « qui a le plus investi pour le polo »  avec des tournois de valeur représentant « un record dans ce pays ».
Le Polo Club de Saint-Tropez est l’un des 36 clubs recensés par la Fédération française de polo dont il est l’un des vingt clubs fondateurs.
Il comptait 180 membres en 2013.

## Équipements

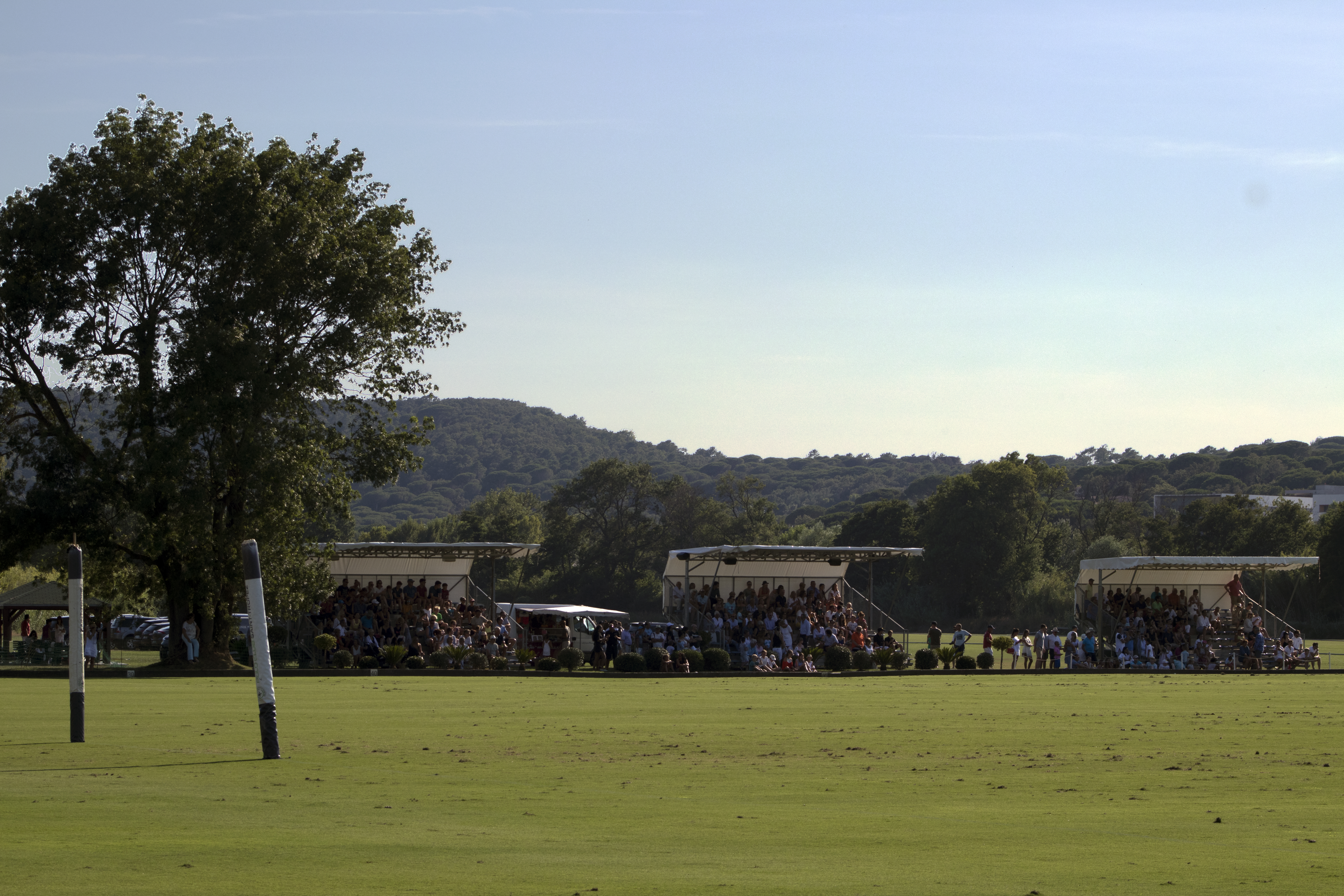
Vue des tribunes du Polo Club de Saint-Tropez-Haras de Gassin

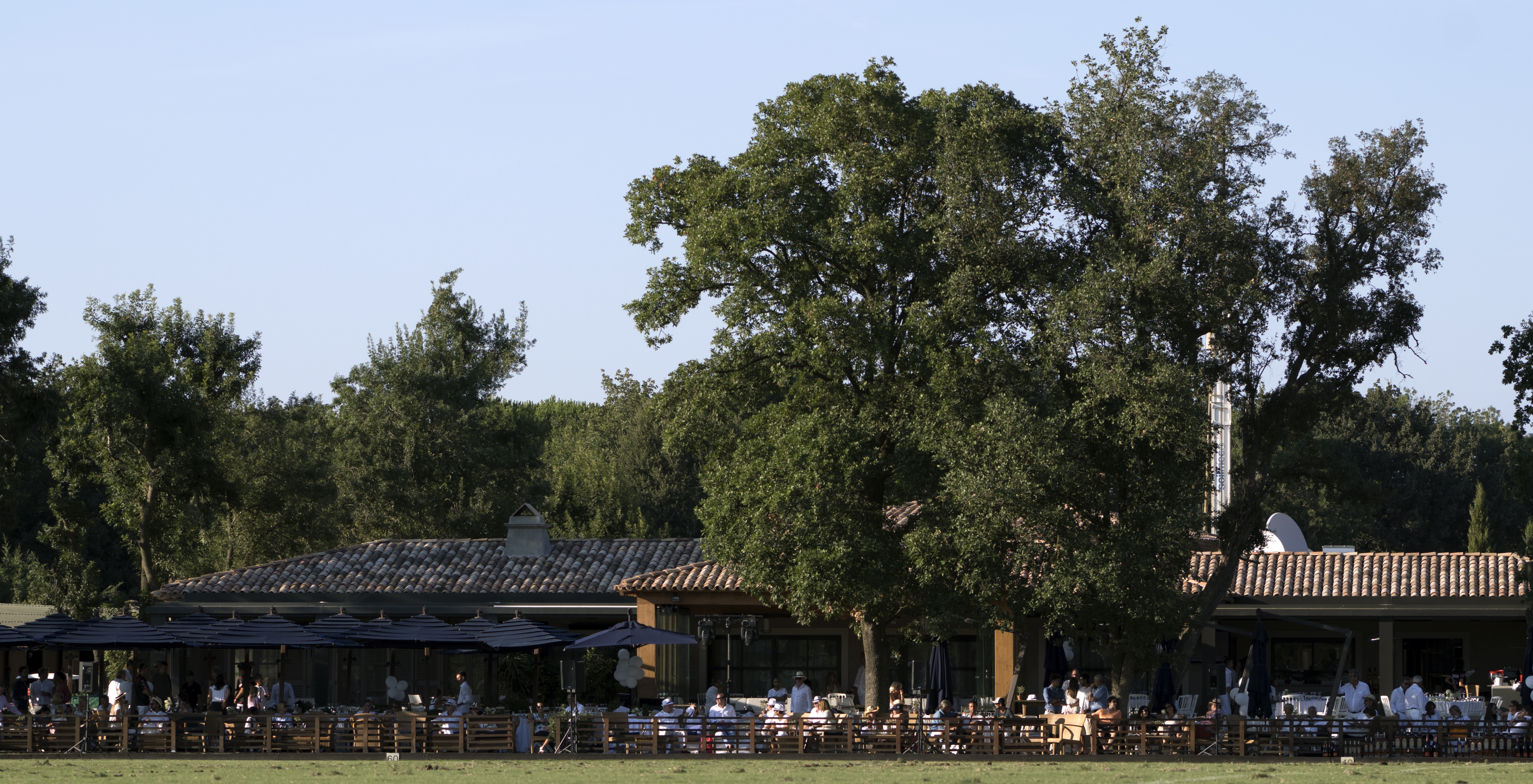
Vue du restaurant et du Club House du Polo Club de Saint-Tropez-Haras de Gassin

Le site comporte en 2017 quatre terrains (250 x 130 m) en herbe (Tifton), d’un en sable et de terrains d’entraînement. Il est équipé d’un manège (160 x 120 m) bordé par une piste d’entraînement de 360 mètres et, depuis 2017, d’une seconde carrière (60 x 20 m), d’un manège couvert (60x20 m) et une double piste d’entrainement,,,.
Il dispose pour l’accueil des chevaux de plus de 350 boxes et de paddocks,.
Les équipes disposent de 9 villas de luxe pour les joueurs, et de 19 appartements pour le personnel d’écurie,.
Le Club House de 1 400 m2, en cours de travaux en 2017, permettra aux membres et aux joueurs de bénéficier de plusieurs services : hammam, sauna, cryothérapie et salle de massage et vestiaires.
Le restaurant Le 1999, avec une terrasse donnant sur le principal terrain, propose une cuisine d’ambiance péruvienne-argentine.
Un centre de sport est en construction en 2017. Il accueillera en intérieur une salle de gym, un squash en verre, un golf virtuel sur grand écran, un bar à jus de fruits detox, un billard, et une salle de relaxation et, en extérieur, un terrain de tennis et une piscine. 
Des tribunes permettent l’accueil du public.
Une boutique permet la vente de vêtements de marques liées au polo, notamment Haras de Gassin et des produits de luxe.
Les nouveaux équipements s’inscrivent dans une politique de développement durable,.

### Poulinières
Depuis 2016, les Haras de Gassin possèdent des poulinières pour permettre la naissance et l’élevage de chevaux destinés au polo.
Elles accueillent deux poulains nés en juin 2017.

## Centre de formation et école de polo
Une école de polo accueille les enfants à partir de l’âge de 14 ans,,. Le centre équestre permet de monter dès l’âge de 3 ans.
Le Polo Club a tissé des liens avec notamment le collège et le lycée de Gassin, proposant des journées de découverte.
Les haras de Gassin sont référencés par la Fédération Française comme l’un des trois centres de formation, le club accueillera bientôt des stages de formation aux métiers du polo : palefrenier, cavalier, soigneur, arbitre, joueur.
Un partenariat a été créé entre les Haras de Gassin et l’école d’ostéopathie Atman de Sophia-Antipolis pour permettre aux élèves en ostéopathie animale, spécialité équine, un enseignement pratique.

## Les tournois

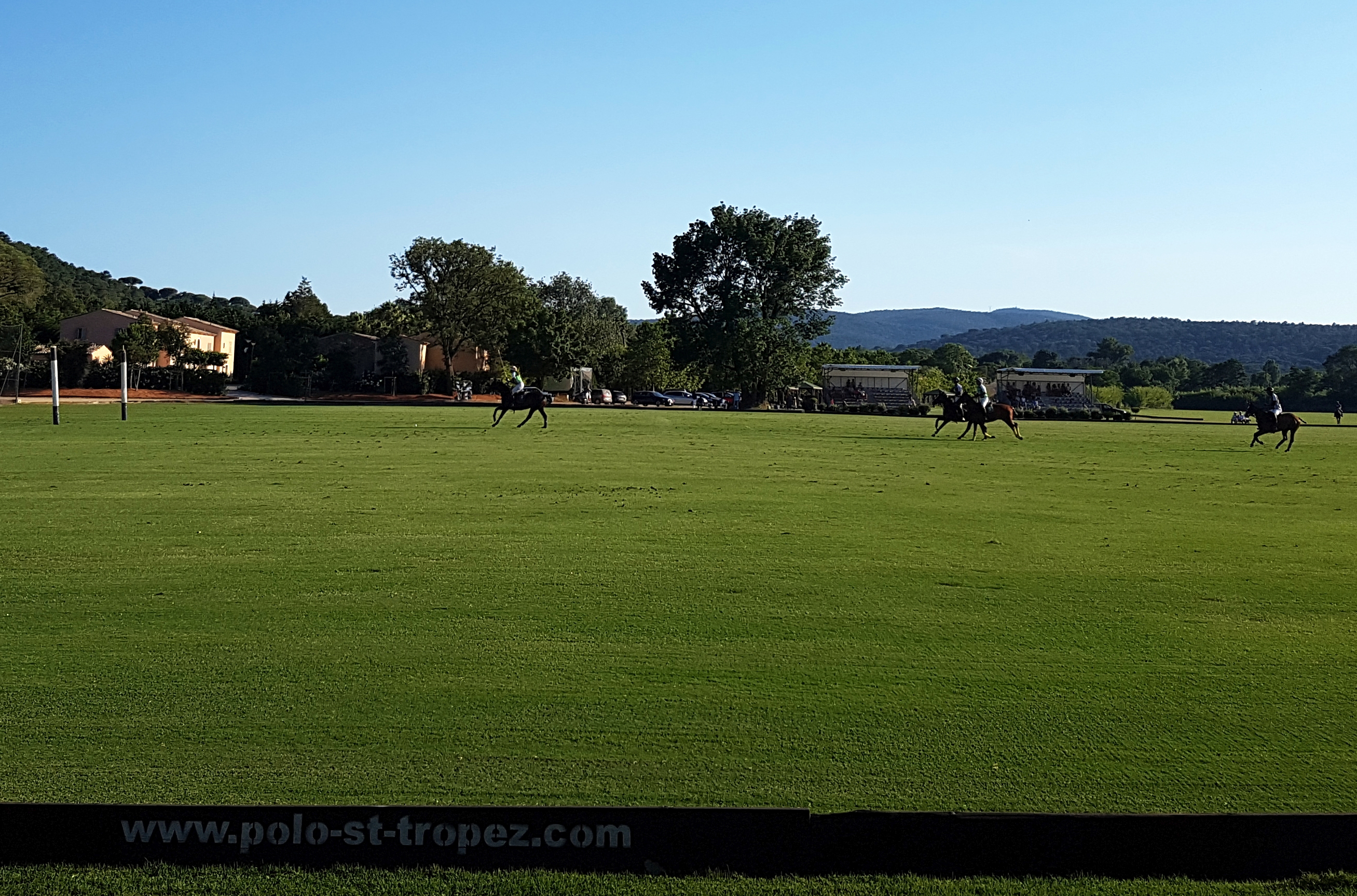
Match de polo à Gassin - vue des tribunes depuis le restaurant

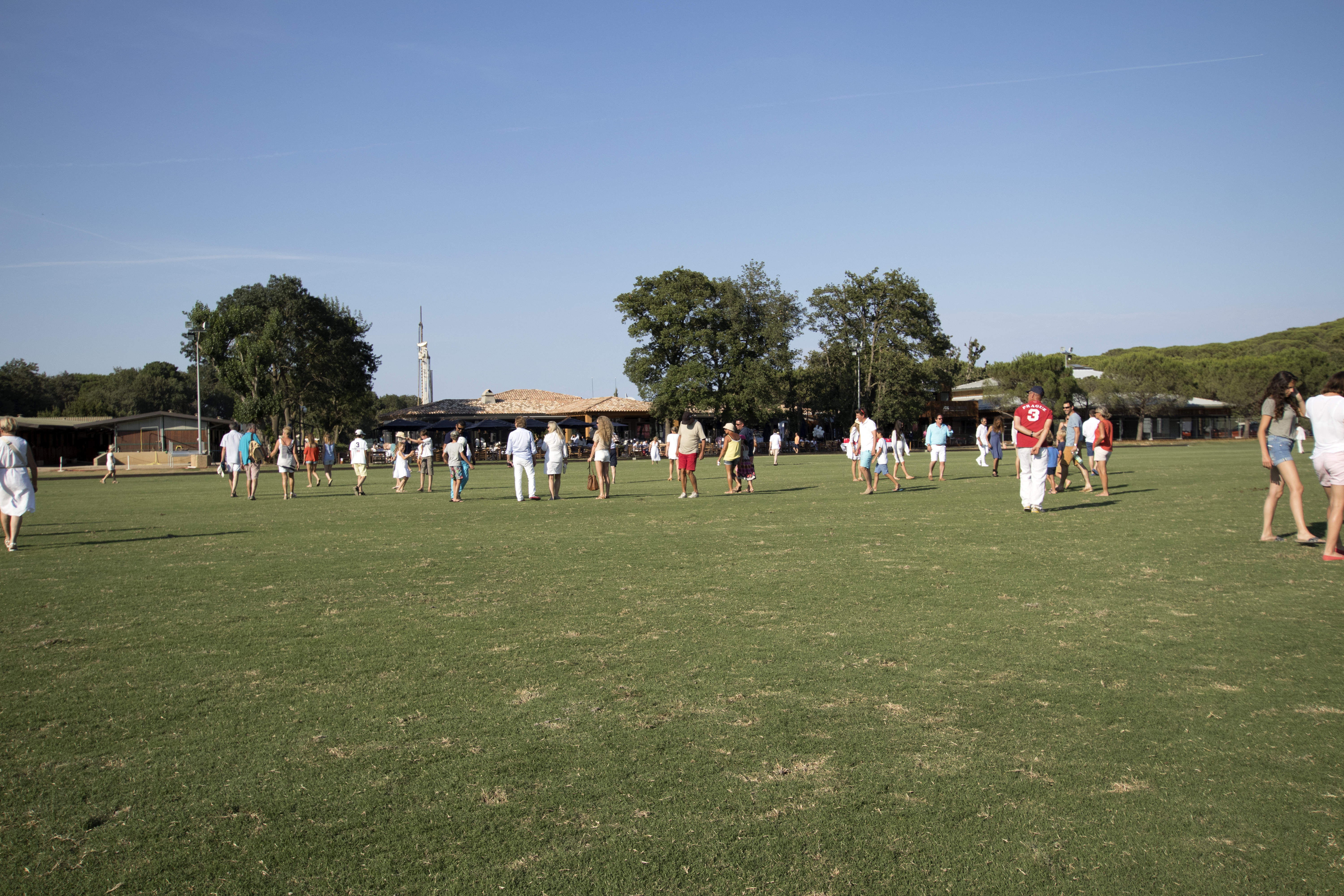
Remise en état du terrain principal du Polo club de Gassin-Haras de Gassin par le public entre deux matchs

Le premier tournoi de polo de la Presqu’île, le Polo Masters, s’est déroulé à Saint-Tropez, sur la place du 15e Corps en 1987, avant de rejoindre les haras de Gassin en 1999.
Les championnats de France s’y sont déroulés pour la première fois en 2004, remportés par le club local.
En 2017, dix tournois sont organisés à Gassin de mai à septembre parmi les 85 recensés par la FFP en France en 2017.
Le Polo Club de Saint-Tropez accueille les tournois parmi les plus relevés de France, dont les deux seuls avec des handicaps 15-18 (la Côte d’Azur Cup et l’Open du Soleil),.
Pour la première fois, un tournoi entièrement féminin est organisé du 30 juin au 2 juillet 2017, lié à une opération de charité,.
|                                                                 | Date      | Goals            | 2015                                                                      | 2016                                                                 | 2017                                                                                    | 2018 |
| --------------------------------------------------------------- | --------- | ---------------- | ------------------------------------------------------------------------- | -------------------------------------------------------------------- | --------------------------------------------------------------------------------------- | --- |
| Easter Cup                                                      | avril     | 8/10             |                                                                           |                                                                      |                                                                                         | |
| Coupe de l’Hippocampe                                           | mai       | 8/10             |                                                                           |                                                                      | 1. F Polo Team 2. Saint-Tropez Polo Team 3. Sea Breeze 4. The Glorious 4                | |
| Sun Trophy                                                      | mai       | 8/10             |                                                                           |                                                                      | 1. VT Wealth Management 2. F Polo Team 3. Saint-Tropez Polo Team 4. Sea Breeze          | 1. F Polo Team 2. Saint-Tropez Polo Team 3. VT Wealth Management 4. Voltex.fr                                    |
| Golden Wave                                                     | juin      | 8/10             |                                                                           |                                                                      | 1. VT Wealth Management 2. Lions Polo Team 3. Saint-Tropez PT/Sea Breeze 4. F Polo Team | [Golden Wave/Open de Gassin] 1. VT Wealth Management 2. ALFI Investments 3. Battistoni 4. Saint-Tropez Polo Team |
| Silver Whips Cup                                                |           |                  |                                                                           |                                                                      | 1. VT Wealth Management 2. Saint-Tropez PT/Sea Breeze 3. Dark Ice 4. F Polo Team        | 1. VT Wealth Management 2. Saint-Tropez Polo Team 3. Dark Ice 4. POLO 1999                                       |
| Polo Women Cup puis Women International II en 2018              | juin      | 10/14            |                                                                           |                                                                      | 1. Maple Leaf 2. Brigade One 3. Team Italia Equitatus 4. Dark Ice                       | 1. La Bandada 2. Maple Leaf Polo 3. Matryoshka 4. Charriol                                                       |
| International Polo Cup (Bentley International Polo Cup en 2018) | juillet   | 8/10             |                                                                           |                                                                      | 1. Sezz 2. Saint-Tropez Polo Team 3. Dark Ice/Lion Polo Team 4. Cavok                   | 1. Antelope 2. Battistoni 3. Evviva Saint Moritz 4. La Calera                                                    |
| International Polo Cup (Bentley International Polo Cup en 2018) | juillet   | 12/15            |                                                                           |                                                                      | 1. Monte Carlo Polo Team 2. Pull Love 3. VT Wealth Management 4. F Polo Team            | 1. VT Wealth Management 2. Marquard Media 3. Saint-Tropez Polo Team 4. Château d’Aulne                           |
| Open de Gassin (Polo Master jusqu’en 2017)                      | juillet   | 8/10             | 1. La Concepcion 2. The Tides 3. Villa a Sesta 4. Los Blancos             | 1. Villa a Sesta 2. Sezz 3. Antelope 4. La Concepcion                | 1. Cibao la Pampa 2. Antelope 3. Villa a Sesta 4. VT Wealth Management                  | [Polo Master seul] 1. La Concepcion 2. VT Wealth Management 3. Antelope 4. Battistoni 5. Sagax                   |
| Open de Gassin (Polo Master jusqu’en 2017)                      | juillet   | 12/15            | 1. Antelope 2. Ghantoot 3. Dark Ice 4. F Polo Team                        | 1. Antelope 2. F Polo Team 3. Composite Works 4. Habtoor             | 1. Château d’Aulne 2. Antelope 3. ERG 4. 21st.Luxury                                    | [Polo Master seul] 1. Marquard Media 2. Antelope 3. Las Plantas 4. Dark Ice                                      |
| Open de Gassin (Polo Master jusqu’en 2017)                      | juillet   | Ladies Challenge | 1. Domaine de La Rouillère 2. Julian Joailliers 3. La Concepcion - Volver | 1. El Paso Polo Ranch 2. Julian Joailliers 3. Cote d’Azure Polo Club | Pas de tournoi                                                                          | Pas de tournoi                                                                                                   |
| Côte d’Azur Cup                                                 | août      | 8/10             |                                                                           |                                                                      | 1. Dark Ice 2. Amanara 3. La Bien Mirada 4. Saint-Tropez PT/Sea Breeze                  | 1. Berlinosos 2. Los Nocheros 3. Battistoni 4. Dark Ice                                                          |
| Côte d’Azur Cup                                                 | août      | 15/18            |                                                                           |                                                                      | 1. Château d’Aulne 2. Las Plantas 3. Hatboor 4. F Polo Team                             | 1. Las Plantas 2. La Bien Mirada 3. Sagax 4. Château d’Aulne                                                     |
| Open du Soleil (ADS Securities Cup jusqu’en 2018)               | août      | 8/10             |                                                                           |                                                                      | 1. Amanara 2. Los Nocheros 3. Dark Ice 4. The Glorious 4/Berlin P.C.                    | 1. Battistoni 2. La Magdeleine 3. VT Wealth Management 4. Saint-Tropez Polo Team                                 |
| Open du Soleil (ADS Securities Cup jusqu’en 2018)               | août      | 15/18            |                                                                           |                                                                      | 1. ALFI Investments 2. EFG Aravali 3. ERG 4. Habtoor                                    | 1. ERG 2. Los Nocheros 3. Las Plantas 4. Alfi Investments / Amanara                                              |
| Gold Cup                                                        | septembre | 8/10             |                                                                           |                                                                      | 1. The Glorious 4 2. Dark Ice/Los Nocheros 3. F Polo Team 4. Saint-Tropez Polo Team     | |

## Autres sports
Outre les tournois de polo, le haras accueille des compétitions de différents autres sports. C’est le cas de tournois de cricket, de concours d’attelage  et de concours de sauts international,. En 2025, le site accueille l’étape finale des qualifications de la Longines League of Nations,.
Le haras reçoit également des équipes de rugby pour des préparations, comme l'équipe de France féminine de rugby à sept et le Rugby club toulonnais.

## Palmarès du Polo Club
Champion de France (Gassin, 2004) (Corinne Schuler Voigt (capitaine), Diego Braun, Jean Gonzalez, Jérôme Garnier-Reboeuf).

## Direction

### Propriétaires
- 1980-2016 : Corinne Schuler
- 2016- : Alshair Fyiaz

### Directeurs-généraux
- Jean-François Stenger : septembre 2003- septembre 2008[9]
- Jean-Dominique Gontrand : septembre 2008-mars 2014[10]
- Justin Gaunt : mars 2014 -[42]

## Dans la culture
Les haras de Gassin sont évoqués dans le livre de Philippe Pichon, Journal d’un flic.
Une partie du tournage de la troisième saison de la série Riviera s’est déroulée en 2019 au haras.

## Autres activités
Outre les événements de polo, le haras accueille d’autres événements, liés ou non au monde du cheval.
En 2018, un concours d’attelage et de chapeau s’y déroule.
À partir de 2020, le haras accueille la Fight Night, l’un des plus importants rassemblements de sports de combat en France,.